# Bulgária nos Jogos Olímpicos de Verão de 2008
A Bulgária participou dos Jogos Olímpicos de Verão de 2008, em Pequim, na China. O país estreou nos Jogos em 1896 e esta foi sua 18ª participação.

## Medalhas
| Atleta           | Esporte | Evento                           | Medalha |
| ---------------- | ------- | -------------------------------- | ------- |
| Rumyana Neykova  | Remo    | Skiff simples feminino           | Ouro    |
| Stanka Zlateva   | Lutas   | Livre até 72 kg feminino         | Prata   |
| Yavor Yanakiev   | Lutas   | Greco-romana até 74 kg masculino | Bronze  |
| Radoslav Velikov | Lutas   | Livre até 55 kg masculino        | Bronze  |
| Kiril Terziev    | Lutas   | Livre até 74 kg masculino        | Bronze  |

## Desempenho

### Atletismo
Masculino
| Atletas           | Evento              | Preliminares | Preliminares | Quartas     | Quartas     | Semifinal   | Semifinal   | Final       | Final       |
| Atletas           | Evento              | Marca        | Posição      | Marca       | Posição     | Marca       | Posição     | Marca       | Posição     |
| ----------------- | ------------------- | ------------ | ------------ | ----------- | ----------- | ----------- | ----------- | ----------- | ----------- |
| Desislav Gunev    | 100 metros          | 10s66        | 58º          | Não avançou | Não avançou | Não avançou | Não avançou | Não avançou | Não avançou |
| Desislav Gunev    | 200 metros          | 21s55        | 54º          | Não avançou | Não avançou | Não avançou | Não avançou | Não avançou | Não avançou |
| Georgi Ivanov     | Arremesso de peso   | Sem marca    | Sem marca    |             |             |             |             | Não avançou | Não avançou |
| Iliyan Efremov    | Salto com vara      | Sem marca    | Sem marca    |             |             |             |             | Não avançou | Não avançou |
| Spas Bukhalov     | Salto com vara      | 5,45m        | 25º          |             |             |             |             | Não avançou | Não avançou |
| Nikolay Atanasov  | Salto em distância  | 7,54m        | 35º          |             |             |             |             | Não avançou | Não avançou |
| Momchil Karailiev | Salto triplo        | 17,12m       | 11º          |             |             |             |             | 16,48m      | 11º         |
| Kolyo Neshev      | Lançamento de dardo | 66,00 m      | 36º          |             |             |             |             | Não avançou | Não avançou |

Feminino
| Atletas              | Evento                | Preliminares  | Preliminares  | Quartas     | Quartas     | Semifinal   | Semifinal   | Final       | Final       |
| Atletas              | Evento                | Marca         | Posição       | Marca       | Posição     | Marca       | Posição     | Marca       | Posição     |
| -------------------- | --------------------- | ------------- | ------------- | ----------- | ----------- | ----------- | ----------- | ----------- | ----------- |
| Tezdzhan Naimova     | 100 metros            | 11s70         | 45º           | Não avançou | Não avançou | Não avançou | Não avançou | Não avançou | Não avançou |
| Ivet Lalova          | 100 metros            | 11s33         | 10º           | 11s40       | 19º         | 11s51       | 15º         | Não avançou | Não avançou |
| Ivet Lalova          | 200 metros            | 23s13 (SB)    | 17º           | 23s15       | 18º         | Não avançou | Não avançou | Não avançou | Não avançou |
| Inna Eftimova        | 100 metros            | 11s67         | 43º           | Não avançou | Não avançou | Não avançou | Não avançou | Não avançou | Não avançou |
| Inna Eftimova        | 200 metros            | 23s50         | 31º           | 23s48       | 26º         | Não avançou | Não avançou | Não avançou | Não avançou |
| Tsvetelina Kirilova  | 400 m com barreiras   | 55s22 (PB)    | 5º            |             |             | 55s97       | 14º         | Não avançou | Não avançou |
| Dobrinka Shalamanova | 3000 m com obstáculos | Não completou | Não completou |             |             |             |             | Não avançou | Não avançou |
| Gita Dodova          | Salto triplo          | 13,53m        | 25º           |             |             |             |             | Não avançou | Não avançou |
| Venera Getova        | Arremesso de disco    | 54,00 m       | 34º           |             |             |             |             | Não avançou | Não avançou |
| Rumyana Karapetrova  | Lançamento de dardo   | 40,15m        | 52º           |             |             |             |             | Não avançou | Não avançou |

### Badminton
Feminino
| Atleta           | Evento  | Fase de 64                          | Fase de 32                      | Fase de 16                        | Quartas                | Semifinais             | Final                  | Final       |
| Atleta           | Evento  | Adversário e resultado              | Adversário e resultado          | Adversário e resultado            | Adversário e resultado | Adversário e resultado | Adversário e resultado | Posição     |
| ---------------- | ------- | ----------------------------------- | ------------------------------- | --------------------------------- | ---------------------- | ---------------------- | ---------------------- | ----------- |
| Petya Nedelcheva | Simples | SWE S. Persson V 2-0 (21-10; 21-10) | EGY H. Hosny V 2-0 (21-7; 21-4) | MAS Wong M-C. D 0-2 (16-21; 8-21) | Não avançou            | Não avançou            | Não avançou            | Não avançou |

### Boxe
| Atleta         | Evento                  | Fase de 32               | Fase de 16                     | Quartas                | Semifinais             | Final                  |
| Atleta         | Evento                  | Adversário e resultado   | Adversário e resultado         | Adversário e resultado | Adversário e resultado | Adversário e resultado |
| -------------- | ----------------------- | ------------------------ | ------------------------------ | ---------------------- | ---------------------- | ---------------------- |
| Boris Georgiev | Peso meio-médio-ligeiro | USA J. Molina V PTS 14:1 | MGL U. Mönkh-Erdene D PTS 3:10 | Não avançou            | Não avançou            | Não avançou            |
| Kubrat Pulev   | Peso superpesado        |                          | COL O. Rivas D PTS 5:11        | Não avançou            | Não avançou            | Não avançou            |

### Canoagem de velocidade
Masculino
| Atleta                     | Evento     | Preliminar | Preliminar | Semifinais | Semifinais | Final       | Final       |
| Atleta                     | Evento     | Tempo      | Posição    | Tempo      | Posição    | Tempo       | Posição     |
| -------------------------- | ---------- | ---------- | ---------- | ---------- | ---------- | ----------- | ----------- |
| Adnan Aliev Deyan Georgiev | C-2 500 m  | 1m43s428   | 5º         | 1m42s891   | 2º         | 1m43s971    | 7º          |
| Adnan Aliev Deyan Georgiev | C-2 1000 m | 3m54s111   | 6º         | 3m45s019   | 4º         | Não avançou | Não avançou |

### Ciclismo de estrada
Masculino
| Atleta           | Evento             | Final         | Final         |
| Atleta           | Evento             | Tempo         | Posição       |
| ---------------- | ------------------ | ------------- | ------------- |
| Daniel Petrov    | Corrida em estrada | Não completou | Não completou |
| Evgeniy Gerganov | Corrida em estrada | Não completou | Não completou |

### Ginástica artística
Masculino
| Atleta          | Evento           | Aparelho | Aparelho | Aparelho       | Aparelho | Aparelho       | Aparelho  | Qualificação | Qualificação | Final       | Final       |
| Atleta          | Evento           | Salto    | Solo     | Cav. com alças | Argolas  | Bar. paralelas | Bar. fixa | Total        | Pos.         | Total       | Pos.        |
| --------------- | ---------------- | -------- | -------- | -------------- | -------- | -------------- | --------- | ------------ | ------------ | ----------- | ----------- |
| Jordan Jovtchev | Individual geral |          |          |                | 16,275   |                |           | 16,275       | 95º          | Não avançou | Não avançou |
| Jordan Jovtchev | Argolas          |          |          |                |          |                |           | 16,275       | 2º           | 15,525      | 8º          |

Feminino
| Atleta              | Evento           | Aparelho | Aparelho | Aparelho          | Aparelho | Qualificação | Qualificação | Final       | Final       |
| Atleta              | Evento           | Salto    | Solo     | Bar. assimétricas | Trave    | Total        | Pos.         | Total       | Pos.        |
| ------------------- | ---------------- | -------- | -------- | ----------------- | -------- | ------------ | ------------ | ----------- | ----------- |
| Nikolina Tankusheva | Individual geral | 13,850   | 12,850   | 12,700            | 12,075   | 51,475       | 61º          | Não avançou | Não avançou |

### Ginástica rítmica
| Atleta             | Evento     | Qualificatória | Qualificatória | Qualificatória | Qualificatória | Qualificatória | Qualificatória | Final       | Final       | Final       | Final       | Final       | Final       |
| Atleta             | Evento     | Arco           | Corda          | Maças          | Fita           | Total          | Posição        | Arco        | Corda       | Maças       | Fita        | Total       | Posição     |
| ------------------ | ---------- | -------------- | -------------- | -------------- | -------------- | -------------- | -------------- | ----------- | ----------- | ----------- | ----------- | ----------- | ----------- |
| Simona Peycheva    | Individual | 16,900         | 17,125         | 16,475         | 16,675         | 67,175         | 9º             | 15,975      | 16,975      | 16,775      | 15,750      | 65,475      | 10º         |
| Elizabeth Paisieva | Individual | 16,175         | 16,400         | 16,200         | 14,525         | 63,300         | 19º            | Não avançou | Não avançou | Não avançou | Não avançou | Não avançou | Não avançou |

| Atleta                                                                                         | Evento  | Qualificatória | Qualificatória    | Qualificatória | Qualificatória | Final    | Final             | Final  | Final   |
| Atleta                                                                                         | Evento  | 5 cordas       | 3 arcos e 2 maças | Total          | Posição        | 5 cordas | 3 arcos e 2 maças | Total  | Posição |
| ---------------------------------------------------------------------------------------------- | ------- | -------------- | ----------------- | -------------- | -------------- | -------- | ----------------- | ------ | ------- |
| Zornitsa Marinova Yoanna Tancheva Yolita Manolova Maya Paunovska Tatyana Tongova Tsveta Kuseva | Equipes | 16,825         | 16,875            | 33,700         | 5º             | 16,750   | 16,800            | 33,550 | 5º      |

### Lutas
Greco-romana
| Atleta          | Evento  | Preliminar                       | Oitavas de final                   | Quartas de final                 | Semifinal                  | Repescagem 1ª rodada   | Repescagem 2ª rodada      | Final                                                  | Final             |
| Atleta          | Evento  | Adversário e resultado           | Adversário e resultado             | Adversário e resultado           | Adversário e resultado     | Adversário e resultado | Adversário e resultado    | Adversário e resultado                                 | Pos.              |
| --------------- | ------- | -------------------------------- | ---------------------------------- | -------------------------------- | -------------------------- | ---------------------- | ------------------------- | ------------------------------------------------------ | ----------------- |
| Venelin Venkov  | -55 kg  | IRI H. Sourian D F               | Não avançou                        | Não avançou                      | Não avançou                | Não avançou            | Não avançou               | Não avançou                                            | Não avançou       |
| Armen Nazarian  | -60 kg  | GEO D. Bedinadze V 1-1, 4-1, 5-0 | JPN M. Sasamoto V 0-4, 2-0, 2-0    | AZE V. Rahimov D 2-0, 0-3, 0-7   |                            |                        | CHN Sheng J. D 1-4, 0-6   | Não avançou                                            | Não avançou       |
| Nikolay Gergov  | -66 kg  |                                  | TUR Ş. Eroğlu V 1-1, 2-1           | RUS S. Kovalenko V 2-1, 2-5, 3-1 | KGZ K. Begaliev D 1-1, 1-1 |                        |                           | Disputa pelo bronze UKR A. Vardanyan D 1-4, 2-1, 1-6   | 5º                |
| Yavor Yanakiev  | -74 kg  |                                  | CHN Chang Y. D 2-3, 1-1            |                                  |                            |                        | PER S. Barrera V 3-0, 4-0 | Disputa pelo bronze BLR A. Mikhalovich V 0-3, 2-0, 2-0 | Medalha de bronze |
| Kaloyan Dinchev | -96 kg  |                                  | CZE M. Švec D 1-4, 3-1, 1-1        | Não avançou                      | Não avançou                | Não avançou            | Não avançou               | Não avançou                                            | Não avançou       |
| Ivan Ivanov     | -120 kg |                                  | FRA Y. Szczepaniak D 1-1, 1-1, 1-1 | Não avançou                      | Não avançou                | Não avançou            | Não avançou               | Não avançou                                            | Não avançou       |

Livre masculino
| Atleta              | Evento  | Preliminar                 | Oitavas de final              | Quartas de final              | Semifinal              | Repescagem 1ª rodada           | Repescagem 2ª rodada          | Final                                               | Final             |
| Atleta              | Evento  | Adversário e resultado     | Adversário e resultado        | Adversário e resultado        | Adversário e resultado | Adversário e resultado         | Adversário e resultado        | Adversário e resultado                              | Pos.              |
| ------------------- | ------- | -------------------------- | ----------------------------- | ----------------------------- | ---------------------- | ------------------------------ | ----------------------------- | --------------------------------------------------- | ----------------- |
| Radoslav Velikov    | -55 kg  |                            | USA H. Cejudo D 1-0, 2-3, 3-4 |                               |                        |                                | GEO B. Gochashvili V 1-0, 2-1 | Disputa pelo bronze AZE N. Sevdimov V 0-2, 3-1, 1-0 | Medalha de bronze |
| Serafim Barzakov    | -66 kg  |                            | KOR Jung Y-H. V 1-0, 1-2, 2-0 | GEO O. Tushishvili D 0-3, 0-2 | Não avançou            | Não avançou                    | Não avançou                   | Não avançou                                         | Não avançou       |
| Kiril Terziev       | -74 kg  |                            | IRI M. Jokar V 3-0, 3-1       | KGZ A. Gitinov V 6-6, F       | RUS B. Saitiev D F     |                                |                               | Disputa pelo bronze CUB I. Fundora V 6-5, F         | Medalha de bronze |
| Bozhidar Boyadzhiev | -120 kg | RUS B. Akhmedov D 0-2, 0-2 |                               |                               |                        | IRI F. Masoumi D 1-0, 0-2, 2-4 | Não avançou                   | Não avançou                                         | Não avançou       |

Livre feminino
| Atleta         | Evento | Preliminar             | Oitavas de final         | Quartas de final             | Semifinal                   | Repescagem 1ª rodada   | Repescagem 2ª rodada        | Final                  | Final            |
| Atleta         | Evento | Adversário e resultado | Adversário e resultado   | Adversário e resultado       | Adversário e resultado      | Adversário e resultado | Adversário e resultado      | Adversário e resultado | Pos.             |
| -------------- | ------ | ---------------------- | ------------------------ | ---------------------------- | --------------------------- | ---------------------- | --------------------------- | ---------------------- | ---------------- |
| Elina Vaseva   | -63 kg |                        | GUM M. Dunn V 5-0, 7-0   | RUS A. Kartashova D 0-6, 1-2 |                             |                        | KAZ Y. Shalygina D 0-5, 0-5 | Não avançou            | Não avançou      |
| Stanka Zlateva | -72 kg |                        | CAN O. Akuffo V 2-0, 5-0 | ESP M. Unda V 2-3, 6-0, 4-1  | POL A. Wieszczek V 3-0, 5-0 |                        |                             | CHN Wang J. D F        | Medalha de prata |

### Natação
Masculino
| Atleta(s)         | Evento          | Eliminatórias | Eliminatórias | Semifinal    | Semifinal   | Final       | Final       |
| Atleta(s)         | Evento          | Tempo         | Posição       | Tempo        | Posição     | Tempo       | Posição     |
| ----------------- | --------------- | ------------- | ------------- | ------------ | ----------- | ----------- | ----------- |
| Petar Stoychev    | 1500 m livre    | 15m28s34      | 30º           |              |             | Não avançou | Não avançou |
| Petar Stoychev    | 10 km maratona  |               |               |              |             | 1h52m09s    | 6º          |
| Mihail Alexandrov | 100 m peito     | 1m00s69 (NR)  | 14º           | 1m00s61 (NR) | 11º         | Não avançou | Não avançou |
| Mihail Alexandrov | 200 m peito     | 2m11s94 (NR)  | 24º           | Não avançou  | Não avançou | Não avançou | Não avançou |
| Mihail Alexandrov | 200 m medley    | 2m00s70       | 20º           | Não avançou  | Não avançou | Não avançou | Não avançou |
| Georgi Palazov    | 100 m borboleta | 55s25         | 60º           | Não avançou  | Não avançou | Não avançou | Não avançou |
| Georgi Palazov    | 200 m borboleta | 2m01s84       | 39º           | Não avançou  | Não avançou | Não avançou | Não avançou |

Feminino
| Atleta(s)      | Evento      | Eliminatórias | Eliminatórias | Semifinal   | Semifinal   | Final       | Final       |
| Atleta(s)      | Evento      | Tempo         | Posição       | Tempo       | Posição     | Tempo       | Posição     |
| -------------- | ----------- | ------------- | ------------- | ----------- | ----------- | ----------- | ----------- |
| Nina Rangelova | 200 m livre | 2m00s66 (NR)  | 30º           | Não avançou | Não avançou | Não avançou | Não avançou |

### Remo
Masculino
| Equipe                       | Evento      | Eliminatórias | Eliminatórias | Repescagem | Repescagem | Quartas | Quartas | Semifinal | Semifinal | Final   | Final                |
| Equipe                       | Evento      | Tempo         | Posição       | Tempo      | Posição    | Tempo   | Posição | Tempo     | Posição   | Tempo   | Posição (Pos. final) |
| ---------------------------- | ----------- | ------------- | ------------- | ---------- | ---------- | ------- | ------- | --------- | --------- | ------- | -------------------- |
| Ivo Yanakiev Martin Yanakiev | Skiff duplo | 6m45s03       | 4º R          | 6m24s70    | 3º S A/B   |         |         | 6m26s62   | 4º FB     | 6m45s91 | 4º (10º)             |

Feminino
| Equipe          | Evento        | Eliminatórias | Eliminatórias | Repescagem | Repescagem | Quartas | Quartas  | Semifinal | Semifinal | Final   | Final                |
| Equipe          | Evento        | Tempo         | Posição       | Tempo      | Posição    | Tempo   | Posição  | Tempo     | Posição   | Tempo   | Posição (Pos. final) |
| --------------- | ------------- | ------------- | ------------- | ---------- | ---------- | ------- | -------- | --------- | --------- | ------- | -------------------- |
| Rumyana Neykova | Skiff simples | 7m56s07       | 1º Q          |            |            | 7m22s37 | 1º S A/B | 7m33s29   | 2º FA     | 7m22s34 | Medalha de ouro      |

### Tênis
Feminino
| Atleta             | Evento  | Fase de 64                    | Fase de 32                  | Fase de 16             | Quartas                | Semifinais             | Final                  | Final       |
| Atleta             | Evento  | Adversário e resultado        | Adversário e resultado      | Adversário e resultado | Adversário e resultado | Adversário e resultado | Adversário e resultado | Posição     |
| ------------------ | ------- | ----------------------------- | --------------------------- | ---------------------- | ---------------------- | ---------------------- | ---------------------- | ----------- |
| Tsvetana Pironkova | Simples | POL M. Domachowska V 6-3, 6-4 | SVK D. Cibulková D 2-6, 2-6 | Não avançou            | Não avançou            | Não avançou            | Não avançou            | Não avançou |

### Tiro
Masculino
| Atleta         | Evento             | Qualificação | Qualificação | Final       | Final       | Posição |
| Atleta         | Evento             | Placar       | Posição      | Placar      | Total       | Posição |
| -------------- | ------------------ | ------------ | ------------ | ----------- | ----------- | ------- |
| Tanyu Kiriakov | Pistola de ar 10 m | 580          | 10º          | Não avançou | Não avançou | 10º     |
| Tanyu Kiriakov | Pistola livre 50 m | 562          | 7º           | 94,8        | 656,8       | 6º      |

Feminino
| Atleta               | Evento                 | Qualificação | Qualificação | Final       | Final       | Posição |
| Atleta               | Evento                 | Placar       | Posição      | Placar      | Total       | Posição |
| -------------------- | ---------------------- | ------------ | ------------ | ----------- | ----------- | ------- |
| Maria Grozdeva       | Pistola de ar 10 m     | 382          | 11º          | Não avançou | Não avançou | 11º     |
| Maria Grozdeva       | Pistola livre 25 m     | 583          | 5º           | 203,6       | 786,6       | 5º      |
| Irena Tanova         | Pistola de ar 10 m     | 377          | 32º          | Não avançou | Não avançou | 32º     |
| Irena Tanova         | Pistola livre 25 m     | 569          | 37º          | Não avançou | Não avançou | 37º     |
| Desislava Balabanova | Carabina de ar 10 m    | 393          | 26º          | Não avançou | Não avançou | 26º     |
| Desislava Balabanova | Carabina três posições | 574          | 28º          | Não avançou | Não avançou | 28º     |

### Tiro com arco
Masculino
| Atleta        | Evento     | Fase de Ranking | Fase de Ranking | Fase de 64                   | Fase de 32             | Oitavas                | Quartas                | Semifinais             | Final                  | Final       |
| Atleta        | Evento     | Placar          | Chave           | Adversário e resultado       | Adversário e resultado | Adversário e resultado | Adversário e resultado | Adversário e resultado | Adversário e resultado | Posição     |
| ------------- | ---------- | --------------- | --------------- | ---------------------------- | ---------------------- | ---------------------- | ---------------------- | ---------------------- | ---------------------- | ----------- |
| Daniel Pavlov | Individual | 618             | 59º             | RUS B. Tsyrempilov D 102-112 | Não avançou            | Não avançou            | Não avançou            | Não avançou            | Não avançou            | Não avançou |

### Voleibol
Masculino
| Equipe | Fase de Grupos | Fase de Grupos | Quartas de final                                | Semifinal              | Final                  | Pos. |
| Equipe | Adversário e resultado | Pos.           | Adversário e resultado                          | Adversário e resultado | Adversário e resultado | Pos. |
| --- | --- | -------------- | ----------------------------------------------- | ---------------------- | ---------------------- | ---- |
| Evgeni Ivanov Hristo Tsvetanov Andrey Zhekov Boyan Yordanov Krasimir Gaydarski Matey Kaziyski Vladimir Nikolov Teodor Salparov Kostadin Stoykov Todor Aleksiev Plamen Konstantinov Ivan Tassev | CHN China V 3 - 1 (25-20; 25-21; 26-28; 25-19) JPN Japão V 3 - 1 (29-27; 23-25; 25-21; 25-19) USA Estados Unidos D 1 - 3 (29-27; 21-25; 14-25; 24-26) ITA Itália D 0 - 3 (20-25; 21-25; 16-25) VEN Venezuela V 3 - 1 (23-25; 25-19; 25-16; 25-22) | 3º (Gr. A)     | RUS Rússia D 1 - 3 (25-20; 16-25; 22-25; 21-25) | Não avançou            | Não avançou            | 5º   |

### Vela
Feminino
| Atleta         | Evento | Regata | Regata | Regata | Regata | Regata | Regata | Regata | Regata | Regata | Regata | Regata  | Pontos | Posição |
| Atleta         | Evento | 1      | 2      | 3      | 4      | 5      | 6      | 7      | 8      | 9      | 10     | M       | Pontos | Posição |
| -------------- | ------ | ------ | ------ | ------ | ------ | ------ | ------ | ------ | ------ | ------ | ------ | ------- | ------ | ------- |
| Irina Bontemps | RS:X   | 18     | 8      | 8      | 15     | 18     | 17     | 10     | 10     | 2      | 13     | Não av. | 101    | 12º     |

### Remo
| S | Classificado(a) para as semifinais |    |                        | FA | Final A (disputa de medalhas) |  |  | FD | Final D (sem medalhas) |
| Q | Classificado(a) para as quartas    | FB | Final B (sem medalhas) | FE | Final E (sem medalhas)        |  |  |    |                        |
| R | Classificado(a) para a repescagem  | FC | Final C (sem medalhas) | FF | Final F (sem medalhas)        |  |  |    |                        |

### Vela
| M   | Regata da Medalha da qual só participam os dez primeiros colocados das regatas anteriores  |  |  | CAN | Regata cancelada |
| BFD | Desclassificado por bandeira preta (Black Flag Disqualified)                               |  |  |     |                  |
| UFD | Desclassificado por bandeira "U" (U Flag Disqualified)                                     |  |  |     |                  |
| OCS | Largada queimada (On the Course Side of the starting line)                                 |  |  |     |                  |
| DNE | Desclassificação sem eliminação (infração a um item do regulamento da prova – Did Not End) |  |  |     |                  |